# Ostry Wierch Waksmundzki
Ostry Wierch Waksmundzki lub po prostu Ostry Wierch (1475 m) – szczyt w paśmie reglowym Tatr Wysokich w grupie Gęsiej Szyi pomiędzy Zadnią Kopą Sołtysią (1420 m) w grupie Kop Sołtysich – oddziela je Zadnia Przełęcz Sołtysia (1386 m) – i Suchym Wierchem Waksmundzkim (1485 m) – rozdziela je Wyżnia Filipczańska Przełęcz (1435 m). Stoki zachodnie opadają do doliny Pańszczycy, u ich podnóży znajduje się torfowisko Wyżnia Pańszczycka Młaka. Stoki wschodnie opadają do górnej części doliny Filipka.
Jest porośnięty lasem. Dawniej jednak był bardziej bezleśny – na stokach wschodnich na zdjęciach lotniczych mapy Geoportalu widoczne są trawiaste obszary zarastające lasem. Dawniej były to pasterskie tereny Hali Filipki.

## Szlaki turystyczne
– przez zachodnie zbocza Ostrego Wierchu przebiega czerwony szlak z Toporowej Cyrhli, przez Psią Trawkę, Waksmundzką Polanę i Wodogrzmoty Mickiewicza do Morskiego Oka. Czas przejścia z Psiej Trawki na Rówień Waksmundzką: 1 h, ↓ 45 min
 – przez południowo-wschodnie zbocza biegnie zielony szlak z Wierchporońca przez Gęsią Szyję do Doliny Gąsienicowej. Czas przejścia z Wierchporońca na Rówień Waksmundzką: 2 h, ↓ 1:35 h.

## Przypisy

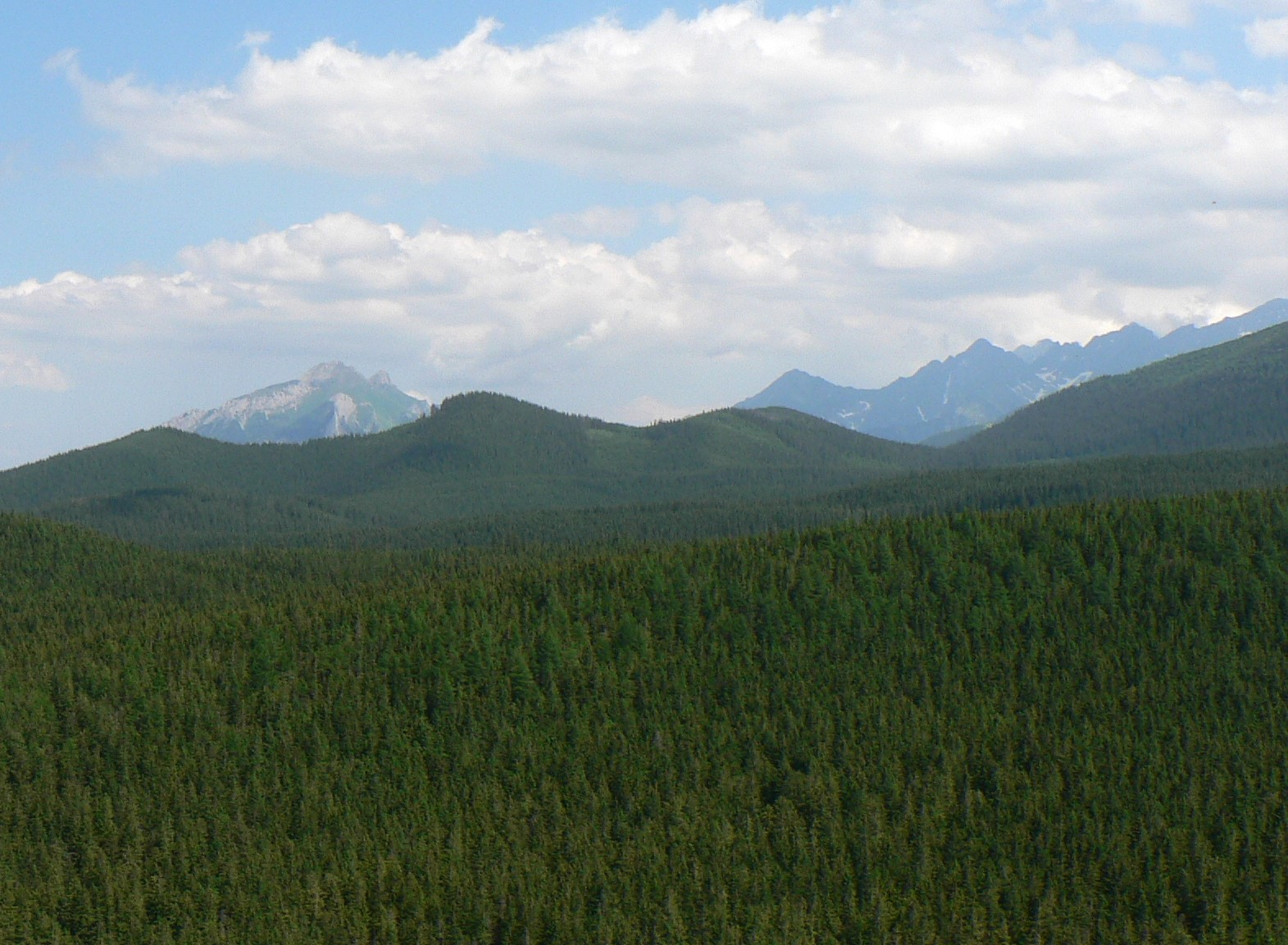
Zadnia Kopa Sołtysia, Ostry Wierch, Suchy Wierch Waksmundzki i Rówień Waksmundzka. W tle Tatry Bielskie i Wysokie
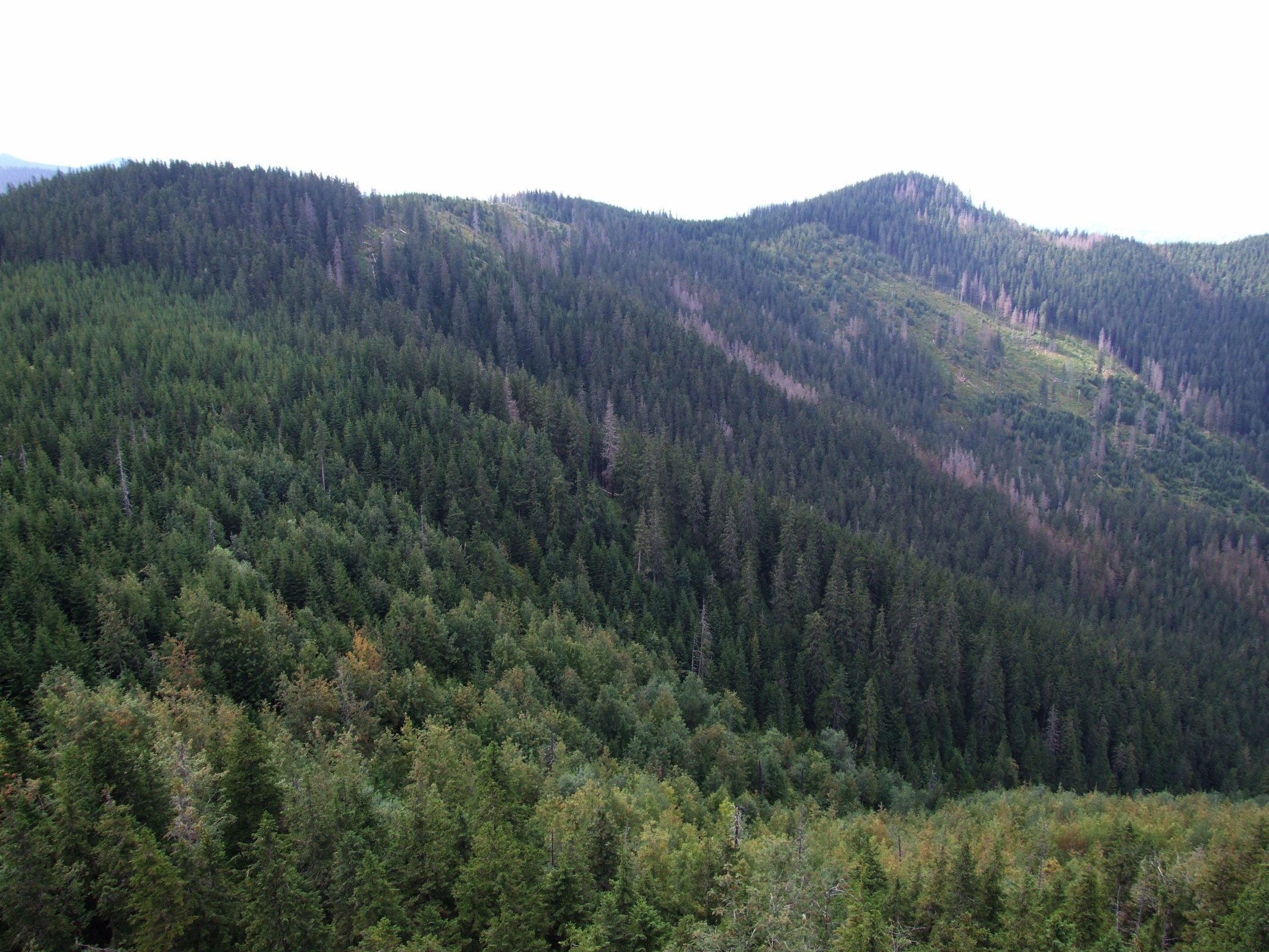
Ostry Wierch Waksmundzki. Widok z Gęsiej Szyi